# Isoetes tenella
Isoetes tenella är en kärlväxtart som beskrevs av Lem. och Nicaise Auguste Desvaux. Isoetes tenella ingår i släktet braxengräs, och familjen Isoetaceae. Inga underarter finns listade i Catalogue of Life.